# Philiris kumusiensis
Philiris kumusiensis är en fjärilsart som beskrevs av Tite 1963. Philiris kumusiensis ingår i släktet Philiris och familjen juvelvingar. Inga underarter finns listade i Catalogue of Life.